# Политик (телесериал, 2019)
«Политик» (англ. The Politician) — американский комедийный сериал, созданный Райаном Мёрфи, Брэдом Фэлчаком и Иэном Бреннаном для стримингового сервиса Netflix. Его премьера состоялась 27 сентября 2019 года. Главные роли в сериале исполнили Бен Платт, Гвинет Пэлтроу, Джессика Лэнг, Зои Дойч, Люси Бойнтон, Боб Балабан, Дэвид Коренсвет, Джулия Шлепфер, Лора Дрейфусс, Тео Джермейн, Рэйн Джонс и Бенджамин Барретт. 19 июня 2020 года на Netflix состоялась премьера второго сезона. Финальным станет третий сезон, работа над которым началась в 2022 году. 

## Сюжет
Действие первого сезона разворачивается в вымышленной средней школе Сейнт-Себастьян в Санта-Барбаре, штат Калифорния. Пейтон Хобарт баллотируется на пост президента студенческого совета, а его соперником является популярный и симпатичный Ривер Баркли. Пейтон с помощью своих амбициозных друзей Макафи Уэстбрук, Джеймса Салливана и Элис Чарльз выбирает в качестве вице-президента студсовета Инфинити Джексон, якобы больную раком, но на самом деле являющуюся жертвой делегированного синдрома Мюнхгаузена. Тем временем Ривер под руководством своей подруги Астрид Слоун назначает на пост кандидата в вице-президенты Скай Лейтон, чернокожую одноклассницу, испытывающую гендерную неконформность.
Действие второго сезона происходит в Нью-Йорке и Олбани, штат Нью-Йорк. Пейтон, будучи студентом Нью-Йоркского университета, баллотируется в Сенат штата Нью-Йорк против действующего лидера большинства Диди Стэндиш. При поддержке своих бывших одноклассников и активистки движения против изменения климата Инфинити Джексон Пейтон проводит экоцентричную кампанию. Стэндиш с подачи своего руководителя предвыборной кампании Хадассы Голд ведет более консервативную агитацию. Тем временем мать Пейтона Джорджина Хобарт баллотируется на пост губернатора Калифорнии.

## В ролях

### Основной состав
- Бен Платт — Пейтон Хобарт, амбициозный студент, баллотирующийся на пост президента студсовета в школе Сейнт-Себастьян.
- Зои Дойч — Инфинити Джексон, претендент на пост вице-президента.
- Люси Бойнтон — Астрид Слоун, враг Пейтона и подруга Ривера.
- Боб Балабан — Китон Хобарт, приёмный отец Пейтона.
- Дэвид Коренсвет — Ривер Баркли, оппонент Пейтона во время выборов президента студенческого совета и его бывший парень.
- Джулия Шлепфер — Элис Чарльз, подруга Пейтона.
- Лора Дрейфусс — Макафи Уэстбрук, менеджер и консультант кампании Пейтона.
- Тео Джермейн — Джеймс Салливен, менеджер и консультант кампании Пейтона.
- Рэйн Джонс — Скай Лейтон, напарник Ривера.
- Бенджамин Барретт — Рикардо, слабоумный парень Инфинити.
- Джессика Лэнг — Дасти Джексон, бабушка Инфинити и её сиделка.
- Гвинет Пэлтроу — Джорджина Хобарт, приёмная мать Пейтона.

### Второстепенный состав
- Райан Дж. Хаддад — Эндрю Кашман, ученик с ДЦП в Сейнт-Себастьян.
- Коби Куми-Дьяка — Пьер, единственный гаитянский студент, обучающийся в Сейнт-Себастьян.
- Тревор Махлон Исон — Мартин Хобарт, один из братьев Пейтона.
- Трей Исон — Лютер Хобарт, один из братьев Пейтона.
- Наташа Офили — директор Вон, директор школы Сейнт-Себастьян.
- Мартина Навратилова — Бриджит, тренер лошадей, любовница Джорджины.
- Дилан Макдермотт — Тео Слоун, отец Астрид.
- Дженьюари Джонс — Лизбет Слоун, мать Астрид.

### Приглашённые актёры
- Рик Холмс — Купер, член приёмной комиссии Гарварда.
- Б. К. Кэннон — Крис, главный стратег кампании Астрид.
- Эрик Неннингер — детектив.
- Рассел Поснер — Эллиот Бичман, «Избиратель».
- Терри Суини — Бадди Бройди.
- Джудит Лайт — Диди Стэндиш, лидер большинства в сенате штата Нью-Йорк.
- Сэм Джагер — Тино, младший сенатор из штата Техас.
- Джо Мортон — Маркус, муж Диди.
- Тедди Сирс — Уильям, третий в «тройном союзе» с Диди и Маркусом.
- Джеки Хоффман — Шерри Дугал, секретарша в штабе предвыборной кампании Диди.
- Бетт Мидлер — Хадасса Голд, глава предвыборного штаба Диди и её правая рука.

## Сезоны
| Сезон | Сезон | Эпизоды | Оригинальная дата показа | Оригинальная дата показа |
| Сезон | Сезон | Эпизоды | Премьера сезона          | Финал сезона             |
| ----- | ----- | ------- | ------------------------ | ------------------------ |
|       | 1     | 8       | 27 сентября 2019         | 27 сентября 2019         |
|       | 2     | 7       | 19 июня 2020             | 19 июня 2020             |
|       | 3     | TBA     | TBA                      | TBA                      |

## Список эпизодов

### 1 сезон (2019)
| № общий | № в сезоне | Название                                                                         | Режиссёр             | Автор сценария                         | Дата премьеры    |
| --- | ---------- | -------------------------------------------------------------------------------- | -------------------- | -------------------------------------- | ---------------- |
| 1 | 1          | «Пилот» «Pilot»                                                                  | Райан Мёрфи          | Райан Мёрфи, Брэд Фэлчак и Иэн Бреннан | 27 сентября 2019 |
| Пейтон Хобарт, ученик средней школы Сейнт-Себастьяна в Санта-Барбаре, штат Калифорния, баллотируется на пост президента студенческого совета. Он объясняет представителю приёмной комиссии Гарвардского университета, что эти выборы являются промежуточным шагом к его мечте стать президентом США, однако впоследствии узнаёт, что всего лишь попал в лист ожидания и приходит в бешенство. Пейтон живёт в богатой приёмной семьей во главе с матриархом Джорджиной. Его соперник в предвыборной гонке — Ривер Барклай, популярный и симпатичный студент, бывший парень Пейтона. Пейтон скрывает, что он является бисексуалом, опасаясь, что от него отвернутся одноклассники и семья. Советниками Пейтона в предвыборной кампании являются его друзья Макафи, Джеймс и его девушка Элис. Узнав о том, что Ривер назначает своим вице-президентом Скай Лейтон, чёрнокожую гендерно неконформную одноклассницу, Пейтон отправляется выяснять отношения с бывшим любовником. Ривер сообщает, что решение баллотироваться в президенты было идеей его девушки Астрид Слоун, и впоследствии совершает самоубийство на глазах у Пейтона. После смерти Ривера Астрид занимает его место кандидата в президенты студсовета и оставляет Скай в качестве своей напарницы. Элис предлагает Пейтону притворится на публике, что они расстаются, чтобы все начали жалеть Пейтона. После долгих колебаний студентка Инфинити Джексон, страдающая от рака, соглашается стать напарницей Пейтона. Однако студент по имени Эндрю заявляет шокированному Пейтону, что Инфинити притворяется, и на самом деле она не больна. |            |                                                                                  |                      |                                        |                  |
| 2 | 2          | «Комод Харрингтона» «The Harrington Commode»                                     | Брэд Фэлчак          | Райан Мёрфи, Брэд Фэлчак и Иэн Бреннан | 27 сентября 2019 |
| Джорджина сообщает Китону, приёмному отцу Пейтона, что она влюбилась в женщину, берейтора из лошадиных конюшен, и настаивает на разводе. Услышав это, Китон совершает попытку самоубийства, выпрыгнув из окна, однако остаётся в живых и находится в искусственной коме. Сводные братья Пейтона, близнецы Мартин и Лютер, планируют использовать пункт в брачном соглашении своих родителей, чтобы получить состояние, оставив Джорджину и Пейтона ни с чем. Пейтон вместе с вышедшим из комы Китоном устраивает ловушку для близнецов, которые в больнице предпринимают безуспешную попытку задушить отца подушкой. Китон вычеркивает близнецов из завещания. С подачи Макафи Пейтон в рамках предвыборной кампании организует день донора, чтобы получить возможность взять у Инфинити образец крови. Результаты анализов показывают, что у Инфинити на самом деле нет рака: её бабушка Дасти выдумала диагноз и нарочно выставляет внучку больной. |            |                                                                                  |                      |                                        |                  |
| 3 | 3          | «Октябрьский сюрприз» «October Surprise»                                         | Джанет Мок           | Райан Мёрфи, Брэд Фэлчак и Иэн Бреннан | 27 сентября 2019 |
| Пейтон встречается с представителями Гарвардской приёмной комиссии, которые ранее пообещали убрать его из списка ожидания, если он пожертвует миллионы на открытие кафедры славянских языков. Пейтон заявляе, что не намерен идти на поводу у вымогателей и намерен поступить в Гарвард исключительно благодаря своим заслугам. Вскоре он получает письмо с извещением о зачислении в Гарвард. Он спешит рассказать радостную новость Элис, но застаёт её в постели с Джеймсом. Однако Джеймс доказывает свою преданность Пейтону, обманом заставив Астрид и Скай устроить выступление на крайне странную тему и таким образом подорвать доверие студентов. Тем временем парень Инфинити Рикардо отдает Астрид видеокассету с посещением Инфинити Садов Буша. Запись, на которой Инфинити называет репортера «жопоглотом», попадает в интернет. Инфинити расстается с Рикардо, который проникает в дом Астрид и, судя по всему, похищает её. |            |                                                                                  |                      |                                        |                  |
| 4 | 4          | «Исчезнвушая» «Gone Girl»                                                        | Хелен Хант           | Райан Мёрфи, Брэд Фэлчак и Иэн Бреннан | 27 сентября 2019 |
| Выясняется, что Астрид устроила инсценировку похищения и убедила Рикардо сбежать с ней в Нью-Йорк, чтобы пожить как обыкновенные американцы. Пейтон решает снять Инфинити с выборов, а его команда начинает рассматривать ей на замену гаитянского студента Пьера. Пейтона забирают в полицейский участок, расследуя его возможную причастность к исчезновению Астрид, но Джорджина и Китон дают взятку офицеру, чтобы вернуть Пейтона домой. Пейтон сообщает Инфинити, что её вычеркнули из списка и она больше не является кандидатом в вице-президенты. Он также говорит Инфинити, что та является жертвой синдрома Мюнхаузена прокси: бабушка травит её химией и лечит от несуществующей болезни. Элис проходит проверку на детекторе лжи и утверждает, что была с Пейтоном в ночь похищения Астрид. Во время обеда в ресторане Инфинити ссорится с бабушкой по поводу выдуманной болезни и уходит от неё. Астрид возвращается домой и объясняет матери что уехала, так как чувствует себя несчастной и ненавидит свою жизнь. Тем временем Скай разочаровывается в кампании Астрид и заявляет о намерении присоединиться к команде Пейтона. Макафи встречается со Скай, и они занимаются сексом. |            |                                                                                  |                      |                                        |                  |
| 5 | 5          | «Избиратель» «The Voter»                                                         | Иэн Бреннан          | Райан Мёрфи, Брэд Фэлчак и Иэн Бреннан | 27 сентября 2019 |
| В день выборов Пейтон, Астрид и их стороннику стараются переманить на свою сторону неопределившихся избирателей, которые были вычислены с помощью анализа информации в соцсетях. Один из неопределившихся, Эллиот Бичман, не заинтересован в выборах. Он засматривается на проходящих мимо женщин, когда к нему подходит Крис, главный стратег кампании Астрид. Эллиот разбивает лицо Джеймсу, который пытался уговорить поддержать Пейтона, и курит электронную сигарету во время финальных дебатов. На дебатах Скай официально объявляют новым напарником Пейтона, и они подвергают Астрид жёсткой критике. Астрид в свою очередь объявляет студента с Гаити Пьера Туссена своим вице-президентом. Внезапно в зале появляется Инфинити с Рикардо, которая обвиняет Пейтона в том, что он использовал её из-за рака, и что Астрид сбежала с Рикардо и занималась с ним сексом. Пейтон решает наедине поговорить с Эллиотом, чтобы узнать, какие проблемы в школе его волнуют. Эллиот идет голосовать, но когда видит Джорджину, которая выражает недовольство давлением на избирателей, решает не принимать участия в выборах. |            |                                                                                  |                      |                                        |                  |
| 6 | 6          | «Убийство Пейтона Хобарта: Часть 1» «The Assassination of Payton Hobart: Part 1» | Гвинет Хордер-Пейтон | Иэн Бреннан                            | 27 сентября 2019 |
| Во время голосования Астрид сообщает Пейтону, что берёт самоотвод. Пейтон одерживает формальную победу на выборах, но не получает удовлетворения от достижения своей цели. Это подрывает его уверенность и вгоняет в депрессию, а школьный совет тем временем отклоняет все его инициативы. Однако Пейтону удаётся получить в школьном мюзикле «Убийцы» главную роль Джона Хинкли, совершившего покушение на Рональда Рейгана. Скай и Макафи приходят к соглашению о необходимости избавиться от Пейтона. Пейтон с пищевым отравлением попадает в больницу после того, как съедает капкейк, испечённый Макафи и Скай. Оказывается, что Скай подсыпала в глазурь крысиный яд. После того, как Инфинити обвиняет бабушку в том, что она отравила свинцом её мать, Дасти вербует Рикардо, чтобы убить Пейтона, и утверждает, что именно Пейтон внушил Инфинити странные мысли и натравливал её против бабушки. После репетиции спектакля Рикардо стреляет в Пейтона из пневматического ружья. Пулю, которая попала в Пейтона, Рикардо всю ночь вымачивал во внутренностях мёртвого опоссума, из-за чего у Пейтона начинается заражение крови. Тем временем любовница Джорджины предлагает ей бежать вместе с ней в Вайоминг, но из-за болезни сына она так и не прибывает в аэропорт, и любовница улетает без неё. |            |                                                                                  |                      |                                        |                  |
| 7 | 7          | «Убийство Пейтона Хобарта: Часть 2» «The Assassination of Payton Hobart: Part 2» | Гвинет Хордер-Пейтон | Иэн Бреннан и Брэд Фэлчак              | 27 сентября 2019 |
| Секреты кампании Пейтона всплывают на поверхность. Директор школы заставляет его подать в отставку с поста президента, и Скай занимает его место. Также выясняется, что Гарвард отозвал приглашение Пейтону. Скай предлагает Макафи место вице-президента, но Макафи знает о том, что Скай отравила Пейтона, и полиция арестовывает Скай. Тем временем Китон раскрывает план Джорджины сбежать со своей любовницей, поэтому он вычеркивает её и Пейтона из завещания. Инфинити узнаёт о поступке Рикардо и сообщает докторам об отравленной пуле, тем самым спасая жизнь Пейтону. Инфинити и Рикардо сходятся в доме Дасти, и взаимная перепалка заканчивается тем, что Дасти случайно ранит Рикардо. В больнице Рикардо рассказывает полиции всё о грязных делах Дасти, и полиция арестовывает её за убийство матери Инфинити и попытку убийства самой Инфинити. Тем временем Элис и Джеймс уходят из команды Пейтона, а Астрид сдаёт своего отца ФБР за мошенничество. На железнодорожной станции Пейтон со слезами на глазах провожает Джорджину, которая уезжает в ашрам. |            |                                                                                  |                      |                                        |                  |
| 8 | 8          | «Вена» «Vienna»                                                                  | Брэд Фэлчак          | Брэд Фэлчак                            | 27 сентября 2019 |
| Спустя три года Пейтон учится в университете в Нью-Йорке и живёт в общежитии в одной комнате с Джеймсом. Он выступает в коктейльных барах и чрезмерно увлекается выпивкой. Его навещают Инфинити и Скай, которые помирились с ним. Тем временем Макафи после окончания Колумбийского университета и получения диплома по политологии начинает стажировку у лидера большинства сената штата Нью-Йорк Диди Стэндиш. Из-за того, что у Стэндиш на выборах нет соперников на протяжении многих лет, её штаб не тратит особых денег на кампанию, ограничиваясь рассылкой избирателям агитационных материалов. Пейтон встречается с Элис, которая готовится выйти замуж за другого мужчину и просит отменить свадьбу, а затем сбежать вместе с ним и начать всё заново. Джеймс и Макафи предлагают Пейтону баллотироваться на выборах в качестве соперника Стэндиш и в рамках кампании подвергнуть резкой критике бардак, творящийся в транспортной компании MTA, которая управляет метро в Нью-Йорке. Пейтон отказывается, так не хочет возвращаться в политику и не видит никаких шансов на победу. Узнав о том, что Пейтон баллотируется в сенат штата, Элис бросает жениха прямо у алтаря. Пейтон общается с призраком Ривера, который считает, что победа над Стэндиш станет для Пейтона шагом на пути к президентству. . Вернувшись в общежитие, Пейтон обнаруживает, что Макафи, Джеймс, Скай, Элис и Астрид готовы помочь ему в предвыборной кампании. Астрид, которая работала официанткой на благотворительном балу, рассказывает, что Стэндиш живет с двумя мужчинами, и этот скандал Пейтон может использовать в своих интересах. Вместе со своей командой Пейтон выставляет свою кандидатуру и начинает предвыборную агитацию, не зная, что Стэндиш намерена баллотироваться на пост вице-президента США. |            |                                                                                  |                      |                                        |                  |

### 2 сезон (2020)
| № общий | № в сезоне | Название                                           | Режиссёр             | Автор сценария                         | Дата премьеры |
| ------- | ---------- | -------------------------------------------------- | -------------------- | -------------------------------------- | ------------- |
| 9       | 1          | «Нью-йоркское настроение» «New York State of Mind» | Брэд Фэлчак          | Райан Мёрфи, Брэд Фэлчак и Иэн Бреннан | 19 июня 2020  |
| 10      | 2          | «Сознательное растроение» «Conscious Unthroupling» | Гвинет Хордер-Пейтон | Брэд Фэлчак и Иэн Бреннан              | 19 июня 2020  |
| 11      | 3          | «Культура отмены» «Cancel Culture»                 | Дэвид Петрарка       | Райан Мёрфи, Брэд Фэлчак и Иэн Бреннан | 19 июня 2020  |
| 12      | 4          | «Последний шанс» «Hail Mary»                       | Тамра Дэвис          | Брэд Фэлчак и Иэн Бреннан              | 19 июня 2020  |
| 13      | 5          | «Избиратели» «The Voters»                          | Иэн Бреннан          | Иэн Бреннан                            | 19 июня 2020  |
| 14      | 6          | «Что в коробке?» «What's in the Box?»              | Тина Мэбри           | Иэн Бреннан и Брэд Фэлчак              | 19 июня 2020  |
| 15      | 7          | «День выборов» «Election Day»                      | Гвинет Хордер-Пейтон | Иэн Бреннан и Брэд Фэлчак              | 19 июня 2020  |

## Производство

### Разработка
5 февраля 2018 года стало известно о том, что Netflix заказал новый сериал «Политик», который будет состоять из трёх сезонов. Создателями сериалами стали многолетние соратники Брэд Фэлчак, Иэн Бреннан и Райан Мёрфи, которые выступят исполнительными продюсерами вместе с Беном Платтом. За права на данный проект также сражались Hulu и Amazon. Производство шоу было поручено Fox 21 Television Studios и Ryan Murphy Productions.

### Кастинг
Наряду с первым анонсом сериала было подтверждено, что Бен Платт сыграет главную роль. Кроме того, Барбра Стрейзанд и Гвинет Пэлтроу также вели переговоры о присоединении к сериалу. 16 июля 2018 года было объявлено, что Зои Дойч, Люси Бойнтон, Лора Дрейфусс и Рэйн Джонс сыграют главные роли. 11 октября 2018 года стало известно, что Дилан Макдермотт присоединился к актёрскому составу. 4 ноября 2018 года Стрейзанд сообщила в интервью газете «Нью-Йоркер», что она отказалась от роли в сериале, чтобы работать над своим альбомом «Стены», и что Джессика Лэнг получила роль вместо неё. 3 декабря 2018 года Макдермотт объявил в интервью радио Sirius XM, что Дженьюари Джонс была выбрана на роль его жены в сериале. В марте 2019 года было объявлено, что Бетт Мидлер и Джудит Лайт выступят в качестве приглашённых звезд в сериале.

### Съёмки
Основные съёмки для первого сезона проходили в Fullerton Union High School, округ Ориндж, штат Калифорния, и в Лос-Анджелесе, штат Калифорния.

## Критика
На агрегаторе рецензий критиков Rotten Tomatoes рейтинг одобрения первого сезона составляет 58 %; на сайте размещены 92 рецензии, средняя оценка которых равна 6,7 из 10. Metacritic присвоил первому сезону оценку 66 из 100, основываясь на рецензиях 32 критиков, что указывает на «в целом благоприятные отзывы». Рейтинг сериала на сайте IMDB, основываясь на 4500 оценках, составляет 7,6/10. На сайте «Кинопоиск» — 7,6/10 (на основе 3077 оценок).